# Boletina akpatokensis
Boletina akpatokensis är en tvåvingeart som beskrevs av Edwards 1933. Boletina akpatokensis ingår i släktet Boletina och familjen svampmyggor. Inga underarter finns listade i Catalogue of Life.